# Katharina Schratt

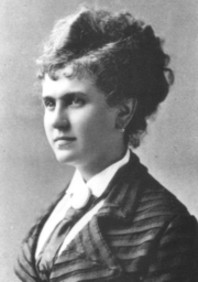
.

Katharina Schratt (Baden bei Wien, Austria 11 de septiembre de 1853- Viena, 17 de abril de 1940) fue una actriz austríaca que se convirtió en la "Emperatriz de Austria sin corona", amante y confindente del emperador Francisco José.
Era la única hija de un oficial proveedor, y tenía dos hermanos. Ya a la edad de 6 años estaba interesada en el teatro. Los esfuerzos de sus padres para desanimarla en su carrera aumentaron su ambición. Cuando tenía 18 años, se presentó como parte de la compañía del Hoftheater en Berlín, donde pudo alcanzar considerables éxitos después de poco tiempo. De todos modos, ella solamente se quedó unos pocos meses en Alemania, con el objetivo de participar en el teatro de la ciudad de Viena. 
Schratt se casó con el aristócrata húngaro Nikolaus Kiss de Ittebe en 1879, y tuvieron un hijo, Anton, en 1880. Después de aparecer en Nueva York, volvió permanentemente a Hofburgtheater de Viena como una de las actrices más populares de Austria, hasta que se retiró en 1900. 
Como actriz, la interpretación de Katharina en la Exhibición Industrial de Viena en 1885 atrajo la atención del emperador Francisco José I, y fue invitada para actuar por visitar a Alejandro III, el Zar ruso. 
La esposa de Francisco José, la emperatriz Isabel, en realidad promocionó la relación entre la actriz y el emperador, debido a intensas complicaciones de salud de la misma y compromisos asumidos por la emperatriz. La relación continuó, con pocas interrupciones hasta la muerte del emperador en noviembre de 1916. 
Schratt fue galardonada con un estilo de vida generoso, incluyendo una mansión en Gloriettegasse, cerca del Palacio de Schönbrunn, en Viena, y un palacio en Kärntner Ring. 
Katharina Schratt se retiró a este último después de la muerte del emperador, donde vivió completamente retirada. Muchos años después, Schratt se tornó profundamente religiosa. Y luego de su muerte en 1940 a la edad de 87 años, fue enterrada en el Cementerio Hietzing en Viena.